# عبد القادر بنسليمان
عبد القادر بنسليمان (22 فبراير 1932 في الرماني) هو سياسي و دبلوماسي مغربي. نال شهادة الإجازة في القانون والعلوم السياسية من جامعة تولوز.

## حياته المهنية
شغل عدة مناصب من بينها:
شغل في 2 سبتمبر 1960 منصب ناظر لدى بنك المغرب إلى غاية 1 يوليو 1961. عين بتاريخ 30 أبريل 1963 مديرا لمكتب الدراسات و المساهمات المعدنية خلفا لعباس بناني.
عين في 25 فبراير 1972 سفيرا للمغرب في بلجيكا وهولندا والمجموعات الأوروبية خلفا لبنسالم جسوس إلى غاية 20 نونبر 1972.
عينه الملك الحسن الثاني في 20 نونبر 1972 وزيرًا للتجارة والصناعة والمناجم والملاحة التجارية في حكومة عصمان الأولى خلفا لعبد العزيز بنجلون حيث ظل في هذا المنصب حتى 25 أبريل 1974.
عين وزيرًا للمالية في 25 أبريل 1974 خلفا لبنسالم جسوس حتى 10 أكتوبر 1977. عين في ديسمبر 1977 رئيسا مديرا عاما للبنك الوطني للإنماء الإقتصادي خلفا لمصطفى فارس إلى غاية أغسطس 1984.
في سنة 1984 عين سفيرا للمغرب في ألمانيا خلفا لعبد الحكيم العراقي.
بتاريخ 28 يناير 1989 عين سفيرا للمغرب في الجزائر خلفا لعبد اللطيف بربيش.’

### على المستوى البرلماني
نائب برلماني في الولاية التشريعية الثالثة 1977-1983
نائب برلماني في الولاية التشريعية الخامسة 1993-1997

## أوسمة
- وسام العرش من درجة ضابط.
- وسام الاستحقاق الفرنسي.
- وسام الجمهورية الإيطالية.

## حياته الخاصة
تزوج بمعادة كنون و رزق ب 3 أطفال:
- سعاد: 13. أكتوبر 1966-2014
- عمر: 13 سبتمبر 1967.
- عبلة: 15 يوليو 1974.